# Lenny Kuhr
Lenny Kuhr, nizozemska pevka in skladateljica; * 22. februar 1950, Eindhoven.

## Glasbena pot
Lenny Kuhr je začela svojo glasbeno pot leta 1967 s prepevanjem francoskih šansonov. Leta 1969 je zastopala Nizozemsko na Pesmi Evrovizije s skladbo De Troubadour, ki jo je napisala sama (besedilopisec David Hartsema). S tremi drugimi državami (Francija, Španija, Združeno kraljestvo) si je delila prvo mesto, saj so vse 4 države prejele enako število točk, evrovizijskih pravil o ravnanju v takih primerih pa še ni bilo.
V zgodnjih 70. letih je bila uspešnejša v Franciji kot v svoji domovini. S pesmijo Jesus Christo se je povzpela na vrh francoskih glasbenih lestvic. V 80-ih je njena skladba Visite postala velika uspešnica na Nizozemskem; pesem je izvajala skupaj s skupino Les Poppys. Odtlej je izdala več plošč, a brez večjih uspehov.
Leta 1982 je gostovala na nizozemskem nacionalnem evrovizijskem izboru Nationaal Songfestival.

## Zasebno življenje
Lenny Kuhr je prestopila v judovstvo. Poročena je z Robom Frankom, iz prejšnjega zakona ima dve hčeri. Živi v Izraelu.

## Diskografija
- 1969: De troubadour
- 1971: De zomer achterna
- 1972: Les enfants
- 1972: De wereld waar ik van droom
- 1974: God laat ons vrij
- 1975: 'n Avondje Amsterdam
- 1976: 'n Dag als vandaag
- 1980: Dromentrein
- 1981: Avonturen
- 1982: Oog in oog
- 1983: De beste van Lenny Kuhr
- 1986: Quo vadis
- 1990: Het beste van Lenny Kuhr
- 1990: De blauwe nacht
- 1992: Heilig vuur
- 1994: Altijd heimwee
- 1997: Gebroken stenen
- 1997: Stemmen in de nacht
- 1998: De troubadour
- 1999: Oeverloze liefde
- 2000: Visite
- 2001: Fadista
- 2004: Op de grens van jou en mij
- 2005: Panta Rhei